# Sahuaripa
Sahuaripa è una municipalità dello stato di Sonora nel Messico settentrionale, il cui capoluogo è la località omonima.
Conta 5.626 abitanti (2010) e ha una estensione di 5.064,46 km².
Il nome della località in lingua opata significa formica gialla.